# Ley de Trabajo de Mujeres y Menores
La Ley de Trabajo de Mujeres y Menores, o Ley 5.291,  es una legislación argentina aprobada en 1907 que buscaba regular el mercado laboral poniendo límites al trabajo infantil.

## Historia
El primer anteproyecto de ley fue presentado por el diputado socialista Alfredo Palacios pero finalmente se trató en el Congreso de la Nación Argentina el proyecto presentado por el gobierno. Fue sancionada el 30 de septiembre de 1907 y publicada en el Boletín Oficial el 17 de octubre de ese año.
Fue modificada en 1924 mediante la Ley 11317 sobre el Trabajo de Niños y Mujeres.

## Disposiciones
La ley original de 1907 estipulaba que:
- Los menores de 16 años no trabajarán más de 8 horas por día o 48 horas semanales (esto fue extendido a todos los trabajadores en 1929 con la Ley de Jornada de Trabajo),
- Las obreras gozan de 30 días de licencia luego del parto,
- Las mujeres y los menores dispondrán de un descanso de dos horas al mediodía,
- Se prohíbe emplear mujeres y niños en industrias insalubres,
- Se prohíbe emplear mujeres y niños en horarios nocturnos,
- Los empleadores deben permitir que las obreras amamanten a sus bebés durante 15 minutos cada dos horas.